# C.C. Haugner
Carl Christian Haugner (født 28. august 1865, Ordrup - død 29. februar 1944, Nakskov) var en dansk journalist, forfatter af historisk faglitteratur og lokalpolitiker.

## Karriere
Haugner blev uddannet gartner, hvor han tog eksamen fra Vilvorde Havebrugshøjskole i 1888. Han blev herefter havebrugskandidat i 1890, og han arbejdede en overgang på Vilvorde som lærer. Han tog også på studierejser til England.
I 1893 udgav han Økonomisk Frugtavl, og i 1895 udkom Chrysanthemum. Herefter startede han dom som journalist på Agrardagbladet, som blev udgivet af Danmarks Agrarforening. Fra 1898-1901 var han redaktionssekretær ved Nakskov Tidende. I 1901 blev han redaktør på Møens Folkeblad, og herefter 1902–03 af Møens Dagblad. I 1903 blev han politisk medarbejder på København, hvor han arbejdede frem til 1908.
I 1907 udgav han Forsvarssagens Kærne og i 1908 En Nationalsag – ingen Partisag, hvilket var i samme periode, hvor der blev drøftet en ny forsvarsordning. Begge udgivelser argumenterede for et stærkt forsvar.
I 1908 blev han redaktør på Nakskov Tidende, hvor han arbejdede frem til sin død. I 1909 købte han bladet, og i 1918 omdannede han det til et aktieselskab. Under han ledelse fik han avisen, der var et venstreblad, forbedret til at få en større læserskare. I sin tid som redaktør angreb han især byens borgmester Sophus Bresemanns (S) politik, navnlig under Venstre-statsministeren Thomas Madsen-Mygdal i slutningen af 1920'erne. Haugner formåede også at komme ind i byrådet i 1921-1929.
Han kæmpede også mod Landbrugernes Sammenslutning, da denne organisation blev oprettet i 1930, hvilket gjorde ham og avisen blandt Vestlollands landmænd, der typisk var venstrefolk, utilfreds, og da Landbrugernes Sammenslutning oprettede Landbrugets Dagblad i Maribo blev Nakskov Tidende stærkt påvirket af både faldende oplag og færre annonceindtægter.
Udover sin beskæftigelse som redaktør udgav Haugner også flere lokalhistoriske værker. I 1912 udkom Gamle lollandske Gaarde, Gamle lollandske Kirker i 1915 og Nakskov Købstad i 1918, der oprindeligt var blevet udgivet som artikler i Nakskov Tidende. Værkerne blev baseret på tidligere udgivet litteratur samt Haugners lokalkendskab. På baggrund af arkivmateriale udgav han herefter Nørre Herreds Historie, Topografi og Statistik (1922), Sønder Herreds Historie, Topografi og Statistik (1924), Rødby Købstad og Fuglse Herreds søndre Del (1928), Nakskov Købstads Historie bind I–III i perioden 1934–36 (med en ny udgave udgivet i 1944–5), Maribo Historie bind I–II (1937–38), Lollands Oldtidsminder (1941), Maribo og Fejø Birker, Fuglse Herreds nordre Del (1942). Alle disse udgivelser, med undtagelse Nakskov Købstads Historie var en del af serien Lolland II-VIII. Ved sin død arbejde han på et værk om Musse Herred, som var det eneste, der manglede om Lollands historie.
Haugner var formand for forretningsudvalget til oprettelse af Christian Ditlev Frederik Reventlow på Pederstrup herregård med Reventlowparken.

## Privatliv
Haugner var søn af vognmand og senere gartner på Ordruphøj Frederik Jensen (1826–1903) og Eleonore Vilhelmine Petersen (1828–1900).
Han blev gift i 1901 i Aarhus Olga Westergaard (1871-1948), der var datter af guldsmed, tandlæge, kaptajn i forstærkningen Carl Rudolph W. (1833–1901, gift 2. gang 1879 med Cecilie Bøttern Pape, født 1856) og Martha Marie Hansen (1841–76).
Haugner døde i 29. februar 1944 i Nakskov og blev begravet på Nakskov Kirkegård.